# Plouguernével
Plouguernével település Franciaországban, Côtes-d’Armor megyében. Lakosainak száma 1602 fő (2022. január 1.). Plouguernével Rostrenen, Gouarec, Kergrist-Moëlou, Mellionnec, Plélauff, Plounévez-Quintin és Sainte-Tréphine községekkel határos.

## Népesség
A település népességének változása:
| Lakosok száma | 3133 | 3585 | 3255 | 1856 | 1742 | 1721 | 1709 | 1643 | 1610 | 1602 |
|               | 1968 | 1982 | 1990 | 2006 | 2013 | 2015 | 2017 | 2019 | 2020 | 2022 |